# سانت شارل العالية
سانت شارل العالية هي إحدى الدوائر الثمانية في مدينة كيبك. يشمل الحي مدن بحيرة سانت شارل وسانت ايميل ومدينة لوريت وجزءا من حي نوفشاتيل القديم.
تحتوي سانت شارل العالية على المحمية الهندية وينداكي.
تم تسمية الحي بسانت شارل العالية لانه يحتوي على الجزء العلوي من حوض نهر سانت شارل. نجد في تلك المنطقة بحيرة سانت شارل التي تمثل 50 % من استهلاك سكان المدينة من المياه.

## الاحياء
الدائرة مقسمة على أربعة احياء
- مدينة لوريت
- بحيرة سانت شارل
- دي شاتيل
- سانت ايميل